# Casnadagaia
Casnadagaia es una aldea española situada en la parroquia de San Mamed de Urriós, del municipio de Allariz, en la provincia de Orense, Galicia.

## Demografía
| Gráfica de evolución demográfica de Casnadagaia entre 2000 y 2021 |
|                                                                   |
| Datos según el nomenclátor publicado por el INE.                  |